# Biografische Weiterbildung
Biografische Weiterbildung ist eine ganzheitliche Konzeption der Erwachsenen- und Weiterbildung, die sich maßgeblich an der Lebensgeschichte, der aktuellen Lebenssituation und den persönlichen Lebenszielen orientiert. Im Unterschied zu den einheitlich durchgeführten Programmen allgemeiner, beruflicher, politischer oder anderer Bildungsprogramme steht hier die individuelle Biografie im Mittelpunkt des Lernens, d. h. das Erleben und Verhalten der Teilnehmer, ihre Erfahrungen und „Standpunkte“ sowie ihre (Veränderungs-)Wünsche und Zukunftsperspektiven.

## Definition
Die biografische Weiterbildung setzt an der einzelnen Biografie an und schließt auch die Lebensgeschichten anderer Kursteilnehmer ein, um daraus rückblickend und zugleich zukunftsweisend Folgerungen für das eigene Leben zu entwickeln: „Das Biografische Arbeiten zielt ab auf die Auseinandersetzung mit der eigenen Biografie in pädagogisch gestalteten Lernprozessen. Die eigene Lebensgeschichte oder Phasen dieser Lebensgeschichte, bestimmte Ereignisse oder Situationen, werden zum ausdrücklichen und bewussten Gegenstand des Lernens“.

## Entwicklung
Den entscheidenden Anstoß zur Biografischen Weiterbildung von Frauen gab die französische Soziologin Evelyne Sullerot mit einem Vortrag im Jahr der Frau 1975 und ihrem folgenden Buch „Die Wirklichkeit der Frau“ 1979. Hier knüpft das Konzept einer Ganzheitlich-biografischen Weiterbildung für Frauen an. Die weitere Entwicklung wurde auch durch das seit den 1980er und 1990er Jahren zunehmende Interesse an Biografien und an Biografieforschung in Erziehungswissenschaften und Geschichtswissenschaften, Soziologie und Psychologie beeinflusst. Aus Weiterbildungseinrichtungen und Universitätsinstituten erschienen Beiträge und umfangreiche Dokumentationen zur Theorie und Praxis der Biografischen Weiterbildung (u. a. Gieseke, 2001; Schlüter & Schell-Kiel, 2004). Grundsätzlich können biografisch orientierte Weiterbildungsmethoden für beide Geschlechter genutzt werden, jedoch haben sie sich besonders in der Frauenbildungsarbeit bewährt.

## Grundsätze und Ziele
Die Konzepte und Arbeitsmethoden wurden vor allem in der Frauenbildung weiterentwickelt, differenziert und seit den 1980er Jahren bis in die Gegenwart hinein vielfach erprobt. In einer Ganzheitlich-Biografischen Weiterbildung sind drei Komponenten zu unterscheiden:
- Biografisches Arbeiten bedeutet, dass die Lebensgeschichten der Teilnehmer Ausgangs- und Schwerpunkt der Bildungsarbeit sind.
- Ganzheitliche Weiterbildung bezieht die psychologisch wichtigsten Persönlichkeitsbereiche ein: die allgemeine Belastbarkeit, Gesundheit und Krankheit; intellektuelle Fähigkeiten, die Lern- und Bildungsbereitschaft; psychosoziale Bereiche (Emotion und Kommunikation); musische Begabungen wie auch das konkrete, praktische Handeln in neuen Situationen. Dabei geht es weder um eine einseitig kognitive Weiterbildung noch vorrangig um die Selbsterfahrung emotionaler Probleme.
- Weiterbildung im engeren Sinne bedeutet hier, dass die ganzheitliche Biografie-Arbeit durch Wissensbausteine ergänzt wird. Je nach Zielgruppe, Fragen und Diskussionsthemen werden wichtige Voraussetzungen und begleitende Hilfen für die zukünftige Lebensgestaltung der Frauen eingefügt: entwicklungs- und persönlichkeitspsychologische Grundlagen, Lern- und Arbeitshilfen, Rechtsfragen, Weiterbildungs- und Berufs-Informationen oder auch Anregungen für eine kreative Lebensgestaltung.[2]

Programmübergreifende Ziele einer ganzheitlich-biografischen Weiterbildungsarbeit mit Frauen sind:
- die Unterstützung und Begleitung von Frauen in einem Klärungs- und Entscheidungsprozess zu ihrer weiteren Lebensführung und den gewünschten und/oder notwendigen Schritten der Lebensplanung;
- die (Re-)Aktivierung von Frauen in schwierigen Entscheidungssituationen und in Phasen der Unentschlossenheit und Unzufriedenheit. Die Arbeit unterstützt die Teilnehmer dabei, ihre individuellen Ziele zu definieren und das Leben (wieder mehr) in die eigene Hand zu nehmen;
- die Erhaltung oder Verbesserung psychischer und/oder physischer Gesundheit. Die Erfahrungen und Vorbilder in einer aktiven Frauengruppe können einer depressiven oder resignativen Verstimmung vorbeugen und eventuellen Lebenskrisen entgegenwirken.[3]

## Weiterbildungsprogramme und Zielgruppen
Beispiele der Weiterbildungsarbeit mit Frauen gibt eine Serie von Kursprogrammen, die in verschiedenen Arbeitsgruppen, zum Teil im Auftrag und mit Förderung durch die Landesregierung Baden-Württemberg entwickelt wurden (siehe Beiträge zur Frauenforschung und Frauenpolitik von 1983 bis 1993). Das Gesamtprogramm umfasst sechs Weiterbildungsmodelle für unterschiedliche Zielgruppen: Die Teilnehmer befinden sich mehrheitlich in Lebensphasen eines „Umbruchs“, in denen sie neue Orientierung suchen oder Veränderungen in ihrem Leben anstreben.
1. Kursprogramm Neuer Start ab 35, auch Neuer Start für Frauen – Wege in den Beruf, mit wechselnder Namensgebung und aktualisierten Inhalten. Für Frauen in oder nach der Familienphase mit Überlegungen zu einem neuen Aufbruch, vorwiegend in eine erneute Berufstätigkeit.
2. Kursprogramm Neue Wege – Frauen im öffentlichen Leben: Qualifizierung für politische, kulturelle und soziale Aufgaben. Für Frauen jeden Alters und in unterschiedlichsten Lebenssituationen, die eine Übernahme neuer (zusätzlicher) Aufgaben anstreben.
3. Kursprogramm Neue Chancen nach der Lebensmitte – Spurwechsel? Lebensphase des Älterwerdens. Für Frauen „ab 55“ oder „um 60“, die sich auf das fortschreitende Alter vorbereiten wollen und Unterstützung im „Dritten Lebensalter“ suchen.
4. Wissenschaftliche Studie und Kursprogramm Weiterbildungsverhalten von Frauen mit geringen Bildungsvoraussetzungen und in schwierigen Lebenssituationen. Entwicklung eines Stufenmodels zur Persönlichkeits- und Berufsbildung für „lernungewohnte“ Frauen in schwierigen Lebenslagen.
5. Kursprogramm Zeit für mich – Zeit für Dich. Junge Mütter gestalten das Leben mit ihren Kindern. Für junge Mütter, vorwiegend mit ihrem ersten Kind. Wechsel der eigenen Identität und der Lebensperspektiven. Lebensplanung zwischen (neuer) Familiensituation und Beruf.
6. Kursprogramm LernWerkstatt – ein Sprungbrett für Frauen. Für Frauen in allen Lebensphasen mit dem Wunsch, etwas in ihrer Lebensumwelt oder an den gesellschaftlichen Bedingungen zu verändern. Erlernen der „Projektmethode“, um eigene Projektvorhaben selbständig planen und durchführen zu können.[4]

Die Fragen und Themen der Teilnehmer in den einzelnen Kursen werden in der kurstypischen Kombination von Biografischem Lernen, Wissensvermittlung, und Gruppengesprächen diskutiert.